# کراکت (غذا)
کراکت (‎/kroʊˈkɛt/‎) یک رول سرخ شده است که منشأ آن غذاهای فرانسوی است، که از یک لایه ضخیم چسبناک به دور فیلینگ تشکیل شده است و سپس در آرد سوخاری غلتانده شده و سرخ می‌شود. این غذا به عنوان یک غذای جانبی، یک میان‌وعده یا فست فود در سراسر جهان سرو می‌شود.
کراکت معمولاً همراه یک سس غلیظ مثل بشامل یا سس قهوه‌ای، پوره سیب‌زمینی، نان گندم  سرو می‌شود. برای داخل کراکت از موادی همچون گوشت ریز خرد شده، غذاهای دریایی، پنیر، برنج، قارچ و سبزیجات که ممکن است با چاشنی‌هایی مانند گیاهان و ادویه استفاده می‌شود. در اصل، از غذاهای باقیمانده خانواده برای درست کردن این غذا استفاده می‌شود؛ یعنی به جای دور ریختن باقیمانده غذاها، با درست کردن کراکت از آنها استفاده مجدد می‌شود. کراکت‌های شیرین را می‌توان با کاستارد یا میوه پر کرد.
کراکت‌ها ممکن است به اشکال دیگری مانند دایره، بیضی یا پهن نیز درست شوند.

## ریشه‌شناسی
کلمه croquette فرانسوی است و از croquer گرفته شده است که به معنی «خرد کردن» است. در قرن هجدهم، در انگلیسی به‌طور معمول croquet نوشته می‌شد.

## تاریخچه
در قرن هفدهم یک دستور پخت توسط فرانسوا ماسیالو، که ترکیبی از گوشت، قارچ ترافل، سبزیجات، آرد سوخاری، پنیر بود. سپس مواد را به تخم مرغ و آرد سوخاری آغشته می‌کرد و در چربی خوک سرخ می‌کرد. اندازه کراکت‌ها ممکن است به اندازه یک تخم مرغ یا به کوچکی یک گردو باشند و می‌توان آنها را به عنوان پیش غذا سرو کرد یا برای گارنیش غذا استفاده کرد. کراکت در فرهنگ لغت انگلیسی ۱۷۰۶ ذکر شده است.

در قرن هجدهم برای پخت کراکت‌ها از خمیر مخصوصی استفاده می‌شد. دیگر نیازی به سس بشامل نبود. کراکت‌های مدرن برای اولین بار در سال ۱۸۲۲ توسط آشپز فرانسوی لویی اوستاش اوده در یک کتاب آشپزی انگلیسی ثبت شد.

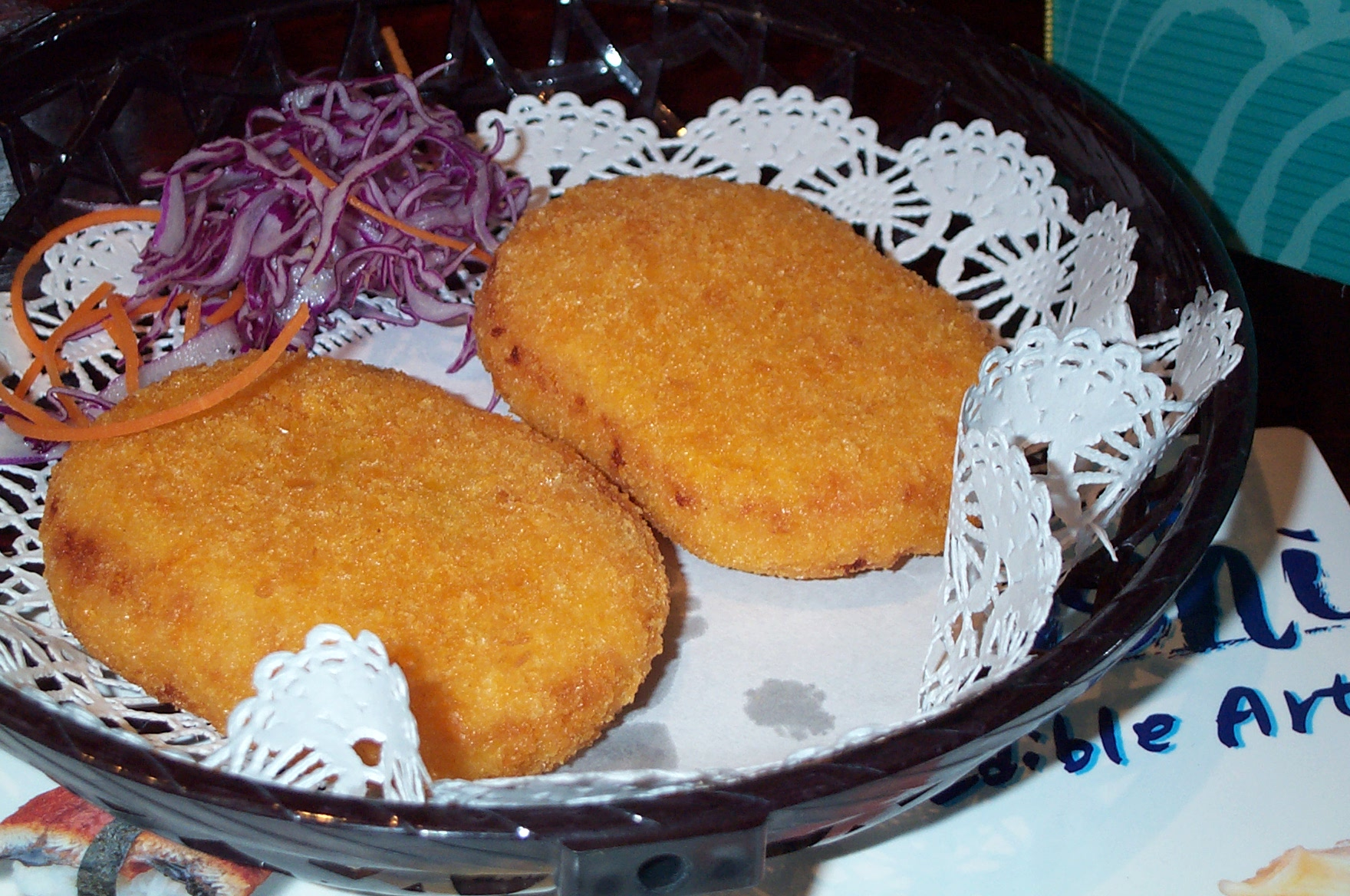
کراکت دایره ای
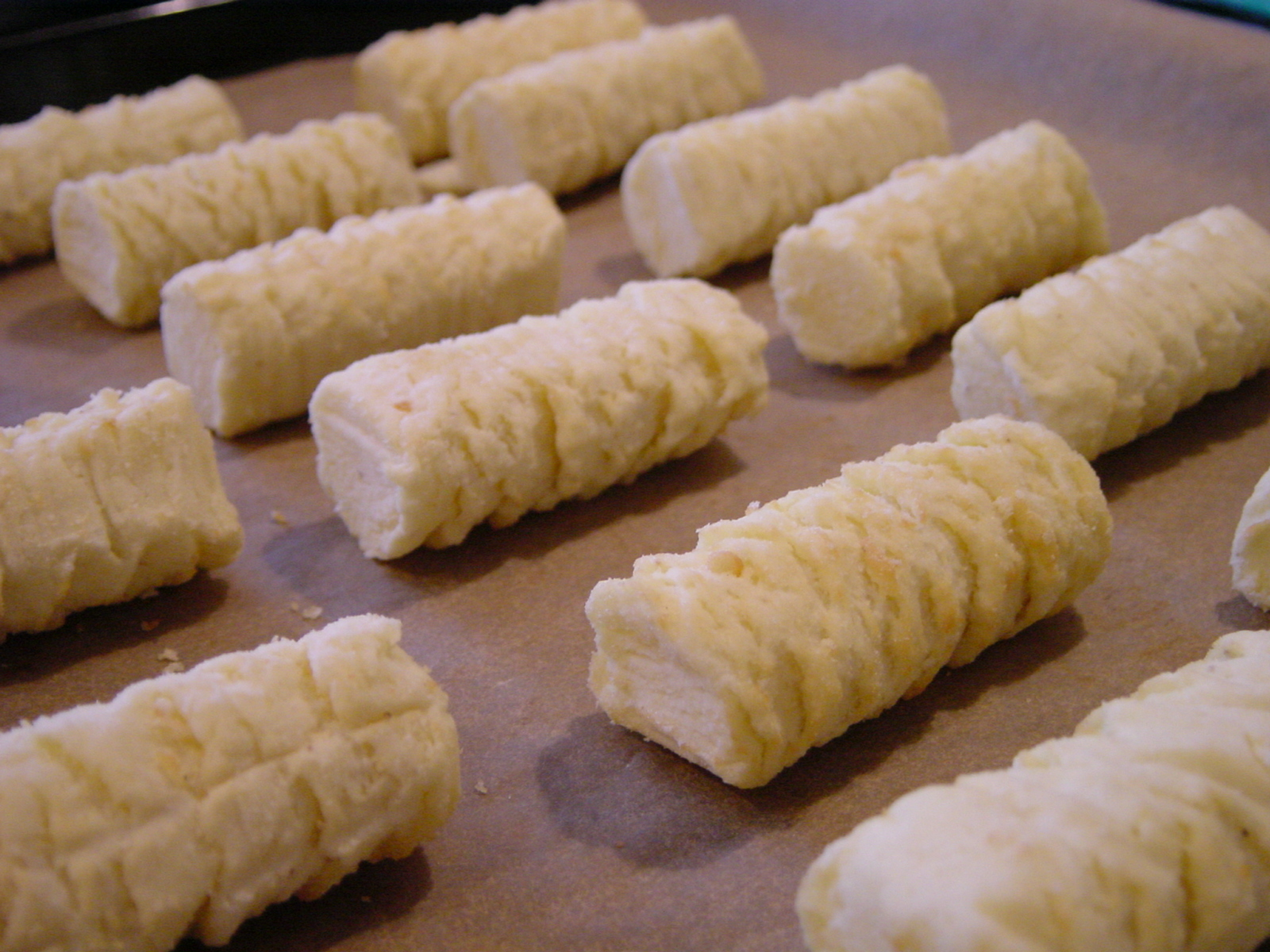
کروکت سیب‌زمینی استوانه ای
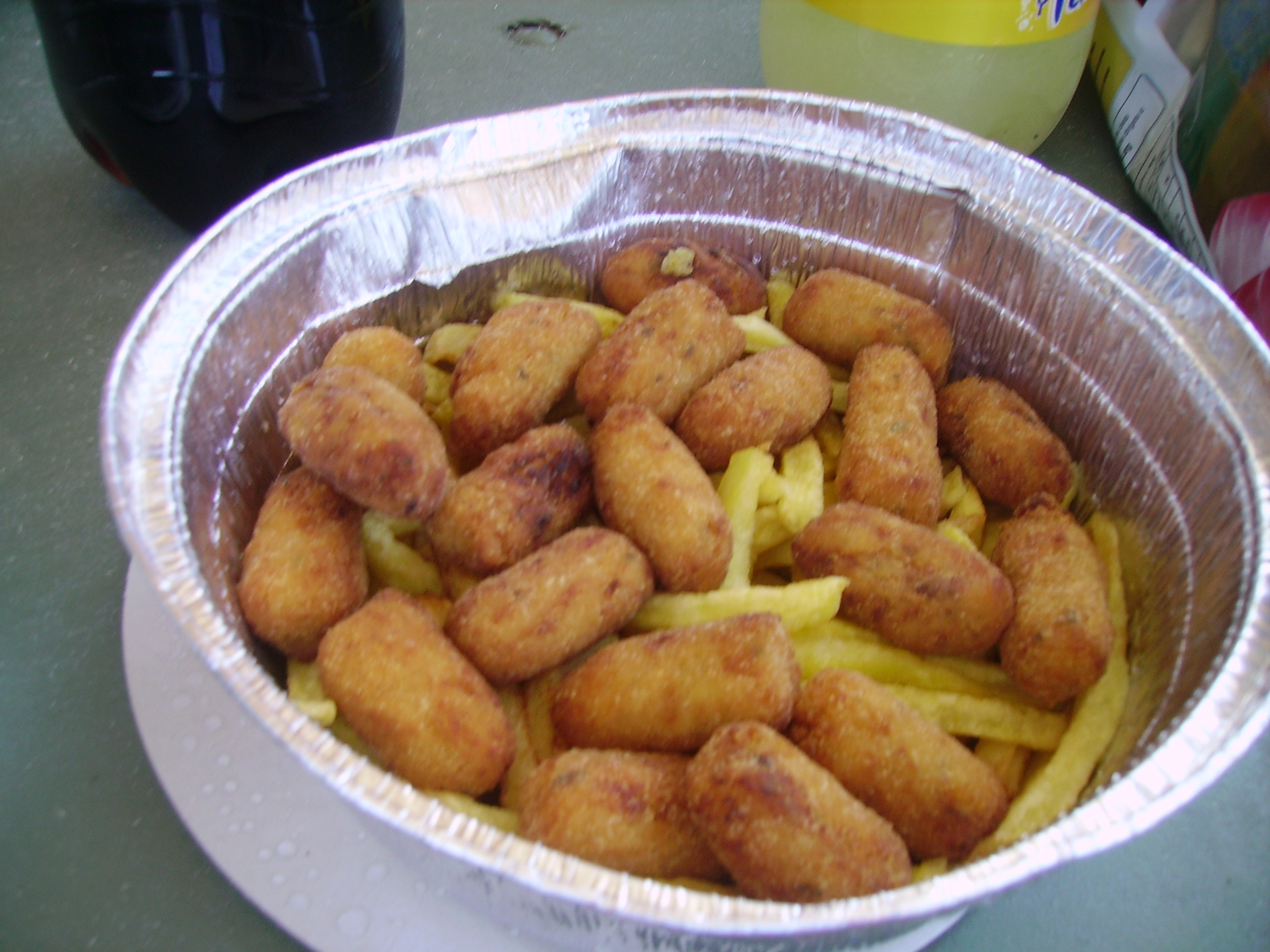
کراکت سرخ شده
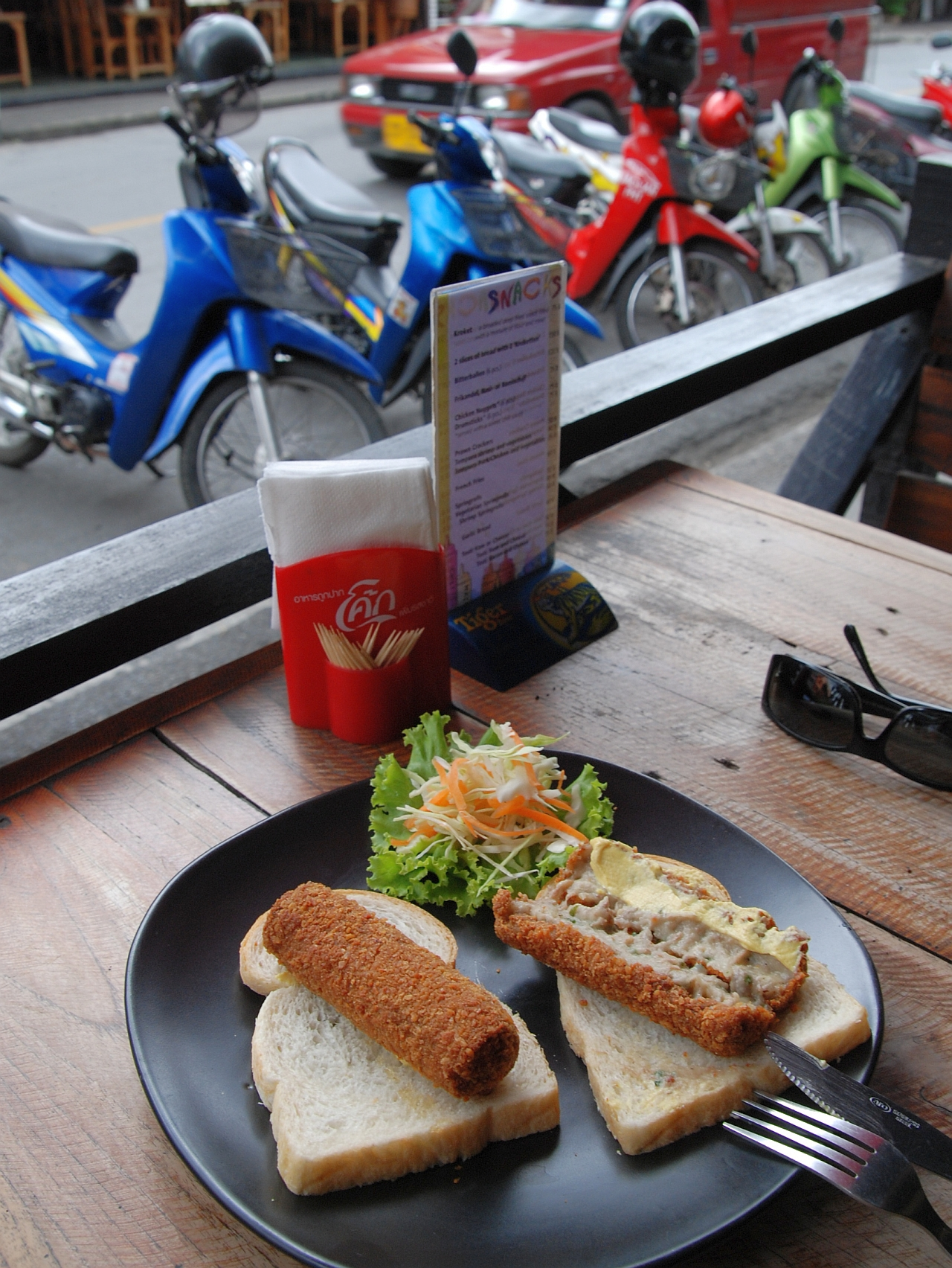
کراکت هلندی، که برای نشان دادن فیلینگ گوشت گاو برش خورده است.